# Boozoo Chavis
Boozoo Chavis, geboren als Wilson Anthony Chavis (Lake Charles, 23 oktober 1930 – Austin (Texas), 5 mei 2001), was een Amerikaanse blueszanger en -muzikant en was een pionier van zydeco-muziek, de 'King of Zydeco'. In 1954 had hij de eerste zydeco-hit met Paper in My Shoe. Vanwege zijn typerende opmaak met witte stetson, stond hij ook bekend als de Creoolse Cowboy.

## Biografie
Chavis' moeder fokte o.a. pony's en leidde een dansclub, waarin Chavis' vader accordeon speelde, vaak onder begeleiding van Morris Big Chenier en diens neef Clifton. Chavis bracht zich het accordeonspel zelf bij en kreeg spoedig plaatselijke populariteit. Producent Eddie Schuler nodigde hem uit voor opnamen, waarbij Paper in My Shoe ontstond. De single werd onverwachts een hit. Weliswaar kwam er geen tweede hit. In 1964 nam Chavis met Jo-el Sonnier en Little Brother Griffin in het bijzijn van de bluesvorser Mike Leadbitter 16 nummers op, echter slechts een single werd uitgebracht. Daarna trok Chavis zich twee decennia terug uit de muziekbusiness en fokte hij pony's. Muziek maakte hij alleen in het privébereik.
In 1984 had Chavis een comeback. Hij bracht een reeks veelbelovende albums uit en trad op tijdens de grote folkfestivals, waaronder het Newport Folk Festival en het New Orleans Jazz and Heritage Festival. Een optreden van Chavis is te zien in de videodocumentaire The Kingdom of Zydeco uit 1994. In 1998 werd hij opgenomen in de Zydeco Hall of Fame.

## Overlijden
Boozoo Chavis overleed in mei 2001 op 71-jarige leeftijd aan de gevolgen van een hartinfarct en een daarop volgende beroerte tijdens een tournee.

## Discografie

### Singles (selectie)
- 1954: Paper in My Shoes
- 1987: Make Up Your Mind
- 1989: Suzy-Q
- 1990: Zydeco Mardi Gras

### Albums
- 1986: Louisiana Zydeco Music
- 1987: Boozoo Zydeco
- 1987: Paper In My Shoe
- 1988: Live At Richard's
- 1989: Zydeco Homebrew
- 1990: Boozoo Chavis
- 1990: The Lake Charles Atomic Bomb
- 1990: Zydeco Trail Ride
- 1993: Boozoo That's Who!
- 1994: Live At The Habibi Temple (Living Blues Award 1995)
- 1997: Hey Do Right
- 1999: Who Stole The Monky
- 2001: Down Home On Dog Hill

- Bibliothèque nationale de France: cb14003993r (data)
- Gemeinsame Normdatei: 13469077X
- International Standard Name Identifier: 0000 0000 5518 8443
- Library of Congress Control Number: n87825843
- MusicBrainz: f10aa2b0-47c8-44a0-83a5-a93d61ef5c63
- Istituto Centrale per il Catalogo Unico: SBNV058845
- SNAC: w6057nzm
- Virtual International Authority File: 61742874
- WorldCat: E39PBJhRKwKQHPXjwhqJmPRxjC